# Titulus Regius
Titulus Regius (’kungatiteln’ på latin) är en berömd lag utfärdad av det engelska parlamentet i början av 1484, genom vilken titeln kung av England gavs till Rikard III av England.
Det är ett officiellt tillkännagivande som beskriver varför parlamentet (året innan) funnit att äktenskapet mellan Edvard IV av England och Elisabet Woodville hade varit ogiltigt och därmed att deras barn var utomäktenskapliga (och därför hindrade att tillträda tronen), vilket fick innebar att Rikard III var den rättmätige kungen.
Lagen drogs in av den nye kungen Henrik VII:s parlament, som beordrade att kopior av det (och relaterade dokument) skulle förstöras utan att läsas. Hans order genomfördes så väl att det bara har återfunnits en enda tryckt källa – den ingick i Croyland Chronicle, som återupptäcktes av George Buck under Jakob I:s regeringstid.